# 범람연맹
범람연맹(중국어 정체자: 泛藍聯盟, 영어: Pan-Blue Coalition, Pan-Blue Camp)은 중화민국의 정치적인 연맹으로, 중국국민당을 주축으로 이루어져 있다. "범람"이라는 이름은 국민당이 사용하는 남색(파랑)에서 유래한다. 중국 국민주의와 중국 통일을 지지하며 중화인민공화국과의 경제적, 정치적 우호교섭을 선호한다.
범람연맹은 다양한 이데올로기를 가진 삼민주의 정당의 연합체로 우익 정당인 타이완 신당, 중화통일촉진당부터 좌익 정당인 타이완 노동당까지 함께하고 있다.

## 정당
- 중국국민당
- 친민당
- 타이완 신당
- 타이완 노동당
- 중화통일촉진당

## 같이 보기
- 범록연맹
- 중화민국의 정당